# Волгоградская академия МВД России
Волгоградская академия Министерства внутренних дел Российской Федерации — федеральное государственное казённое образовательное учреждение высшего образования. В данном учебном заведении обучаются не только граждане РФ, но и граждане других государств,  на основании международных договоров.

## История
Академия была учреждена как Высшая следственная школа (ВСШ) при Министерстве охраны общественного порядка РСФСР постановлением Совета Министров СССР от 10 июля 1966 года. Датой её основания принято считать 1 октября 1967 года, когда в новом вузе начались учебные занятия.

## Факультеты
В настоящее время в академии действуют факультеты:
1. Подготовки следователей
2. Подготовки экспертов-криминалистов и оперативных сотрудников полиции
3. Подготовки иностранных специалистов
4. Заочного обучения и повышения квалификации
5. Профессиональной подготовки
6. Aдъюнктура

## Руководство
Начальник академии — генерал-майор полиции Павленков Роман Васильевич.

## Награды
- Почётная грамота Президиума Верховного совета Российской Федерации (26 октября 1992 года) — за большой  вклад в подготовку квалифицированных кадров, развитие юридической науки и в связи с 25-летием со дня образования[2]